# Pomniki przyrody w gminie Lniano
Na terenie gminy Lniano, w powiecie świeckim, w województwie kujawsko-pomorskim znajduje się 19 pomników przyrody w tym 18 przyrody ożywionej i 1 nieożywionej. 
Wśród nich wyróżniono 2 aleje lipowe, 6 grup drzew, 10 pojedynczych drzew i 1 głaz narzutowy. W strukturze gatunkowej przeważają lipy drobnolistne, a duży odsetek stanowią dęby bezszypułkowe.
Na uwagę zasługują: jesion wyniosły i dęby bezszypułkowe w parku w Brzemionach, wielopienna lipa drobnolistna i dąb szypułkowy w Słępiskach, lipy drobnolistne w Lnianku oraz cisy pospolite w Ostrowitem.
Prawne zestawienie pomników przyrody w gminie prezentuje się następująco:
| Nr  | Lokalizacja                                   | Forma             | Nazwa | Sztuk | Obwody przy powołaniu [cm]                         | Akt prawny | Zdjęcie |
| 1.  | Błądzim                                       | głaz narzutowy    | | 1     | 530                                                | Rozporządzenie nr 18/92 Wojewody Bydgoskiego z dnia 8 czerwca 1992 roku |         |
| 2.  | Brzemiona                                     | aleja przydrożna  | 76 lip drobnolistnych (130 przy powołaniu)                                                                                | 76    | od 150 do 400                                      | Rozporządzenie nr 11/91 Wojewody Bydgoskiego z dnia 1 lipca 1991 roku |         |
| 3.  | Brzemiona park dworski                        | grupa drzew       | 2 jesiony wyniosłe, jesion wyniosły odmiana zwisająca, lipa drobnolistna, 9 dębów bezszypułkowych                         | 14    | 300 i 352, 355, 315, od 300 do 465                 | Rozporządzenie nr 305/93 Wojewody Bydgoskiego z dnia 26 października 1993 roku |         |
| 4.  | Ostrowite, na brzegu jeziora Błądzimskiego    | pojedyncze drzewo | lipa drobnolistna | 1     | 401                                                | Rozporządzenie nr 11/91 Wojewody Bydgoskiego z dnia 1 lipca 1991 roku |         |
| 5.  | Ostrowite park dworski                        | grupa drzew       | 2 cisy pospolite, dąb szypułkowy                                                                                          | 3     | 100 i 100, 350                                     | Komunikat Nr 2/65 Wojewódzkiego Konserwatora Przyrody Wydziału Rolnictwa i Lesnictwa-Prezydium Wojewódzkiej Rady Narodowej w Bydgoszczy z dnia 04.05.1965 r. w sprawie uznania za pomniki przyrody tworów przyrody w woj. bydgoskim    |         |
| 6.  | Ostrowite park dworski                        | pojedyncze drzewo | dąb szypułkowy | 1     | 300                                                | Rozporządzenie nr 18/92 Wojewody Bydgoskiego z dnia 8 czerwca 1992 roku |         |
| 7.  | Ostrowite park dworski                        | grupa drzew       | 2 lipy drobnolistne, grab zwyczajny, wiśnia ptasia                                                                        | 4     | 325 i 393, 260, 124                                | Rozporządzenie nr 305/93 Wojewody Bydgoskiego z dnia 26 października 1993 roku |         |
| 8.  | Ostrowite                                     | pojedyncze drzewo | lipa drobnolistna | 1     | 340                                                | Rozporządzenie nr 36/95 Wojewody Bydgoskiego z dnia 14 lutego 1995 roku |         |
| 9.  | Siemkowo, park dworski                        | pojedyncze drzewo | dąb szypułkowy | 1     | 510                                                | Komunikat Nr 1/70 Wojewódzkiego Konserwatora Przyrody Wydziału Rolnictwa i Leśnictwa Prezydium Wojewódzkiej Rady Narodowej w Bydgoszczy z dnia 31 lipca 1970r. w sprawie uznania za pomniki przyrody tworów przyrody w woj. bydgoskim. |         |
| 10. | Siemkowo, park dworski                        | grupa drzew       | 3 jesiony wyniosłe, 3 dęby szypułkowe, dąb bezszypułkowy, klon zwyczajny, buk zwyczajny odmiany czerwonej, grab zwyczajny | 10    | 301, 329, i 382, od 308 do 324, 310, 287, 312, 232 | Rozporządzenie nr 305/93 Wojewody Bydgoskiego z dnia 26 października 1993 roku |         |
| 11. | Siemkowo, park dworski                        | pojedyncze drzewo | jesion wyniosły | 1     | 310                                                | Rozporządzenie nr 322/95 Wojewody Bydgoskiego z dnia 29 grudnia 1995 roku |         |
| 12. | Siemkowo                                      | grupa drzew       | 3 dęby szypułkowe | 3     | 305, 335 i 345                                     | Rozporządzenie nr 322/95 Wojewody Bydgoskiego z dnia 29 grudnia 1995 roku |         |
| 13. | Siemkowo                                      | pojedyncze drzewo | dąb szypułkowy | 1     | 310                                                | Rozporządzenie nr 322/95 Wojewody Bydgoskiego z dnia 29 grudnia 1995 roku |         |
| 14. | Siemkowo, przy drodze                         | pojedyncze drzewo | dąb szypułkowy | 1     | 310                                                | Rozporządzenie nr 322/95 Wojewody Bydgoskiego z dnia 29 grudnia 1995 roku |         |
| 15. | wzdłuż drogi Lniano-Mszano                    | aleja przydrożna  | 356 lipy drobnolistne, 34 klonów zwyczajnych, 17 klonów jaworów, jesion wyniosły                                          | 407   | od 140 do 400, od 140 do 350                       | Rozporządzenie nr 18/92 Wojewody Bydgoskiego z dnia 8 czerwca 1992 roku |         |
| 16. | Lnianek park wiejski                          | grupa drzew       | 3 lipy drobnolistne, klon zwyczajny, 3 dęby bezszypułkowe, szpaler 12 dębów bezszypułkowych                               | 19    | 318, 575 i 630, 283, 377, 329 i 317, od 253 do 334 | Rozporządzenie nr 305/93 Wojewody Bydgoskiego z dnia 26 października 1993 roku |         |
| 17. | Słępiska                                      | grupa drzew       | dąb szypułkowy, lipa drobnolistna 8-wierzchołkowa                                                                         | 2     | 560, 956 na wys. 100 cm                            | Rozporządzenie nr 305/93 Wojewody Bydgoskiego z dnia 26 października 1993 roku |         |
| 18. | Lniano ul. Wyzwolenia 18                      | pojedyncze drzewo | lipa drobnolistna wielopienna                                                                                             | 1     | brak danych                                        | Uchwała nr XXVI/211/05 Rady Gminy Lniano z dnia 25 października 2005 roku |         |
| 19. | leśnictwo Janiagóra oddział leśny 331d i 332g | pojedyncze drzewo | modrzew europejski | 1     | 274 lub 318                                        | Uchwała nr XXXIX/279/10 Rady Gminy Lniano z dnia 28 kwietnia 2010 roku |         |

Zniesione pomniki przyrody:
| Nr | Lokalizacja                                   | Forma             | Nazwa              | Sztuk | Obwody przy powołaniu zniesieniu [cm] | Rok powołania | Rok zniesienia | Zdjęcie |
| 1. | Brzemiona park dworski                        | grupa drzew       | jesion wyniosły    | 1     | 300 - 312                             | 1993          | 2017           |         |
| 2. | Siemkowo, park dworski                        | grupa drzew       | dąb szypułkowy     | 1     | 238                                   | 1993          | 2019           |         |
| 3. | leśnictwo Janiagóra oddział leśny 331d i 332g | grupa drzew       | modrzew europejski | 1     | b.d                                   | 2010          | 2022           |         |
| 4. | Błądzim                                       | pojedyncze drzewo | lipa drobnolistna  | 1     | 343                                   | 1987          | 2022           |         |